# Рудник Ватерлоо
Рудник Ватерлоо — колишній гірничодобувний майданчик на заході Австралії.
Нікелеве родовище Ватерлоо виявили у 2002 році. Вже у 2005-му канадська компанія LionOre Mining International узялась за спорудження тут рудника, що почав комерційну розробку восени 2006 року.
Розробка велась підземним способом (відомо, що глибина залягання рудних тіл на Ватерлоо становить від 100 до 400 метрів) з використанням транспортного ухилу. Руду відправляли на збагачувальну фабрику Лейнстер.
У 2007-му LionOre придбала російська компанія «Норильський нікель». Втім, уже 2008-го на тлі падіння світових цін розробку Ватерлоо припинили.
Всього по 2008 рік з Ватерлоо вилучили 1,1 млн тонн руди з середнім вмістом нікелю 1,73 %.